# Джело
Джело — река в России, протекает по Республике Алтай. Устье реки находится в 47 км по левому берегу реки Талдура (Чаганузун). Длина реки составляет 17 км. Притоки — Аштусу, Куркурек, Тураоюк.

## Этимология
Джело (алт. јоло — белоголовый орёл, беркут).

## Данные водного реестра
По данным государственного водного реестра России относится к Верхнеобскому бассейновому округу, водохозяйственный участок реки — Катунь, речной подбассейн реки — Бия и Катунь. Речной бассейн реки — (Верхняя) Обь до впадения Иртыша.